# Jebel Serj
El Jebel Serj (en árabe جبل السرج) es una montaña calcárea ubicada en el centro de Túnez, en el  seno de la Dorsal tunecina. Culmina a 1 357 metros de altitud.

## Toponimia

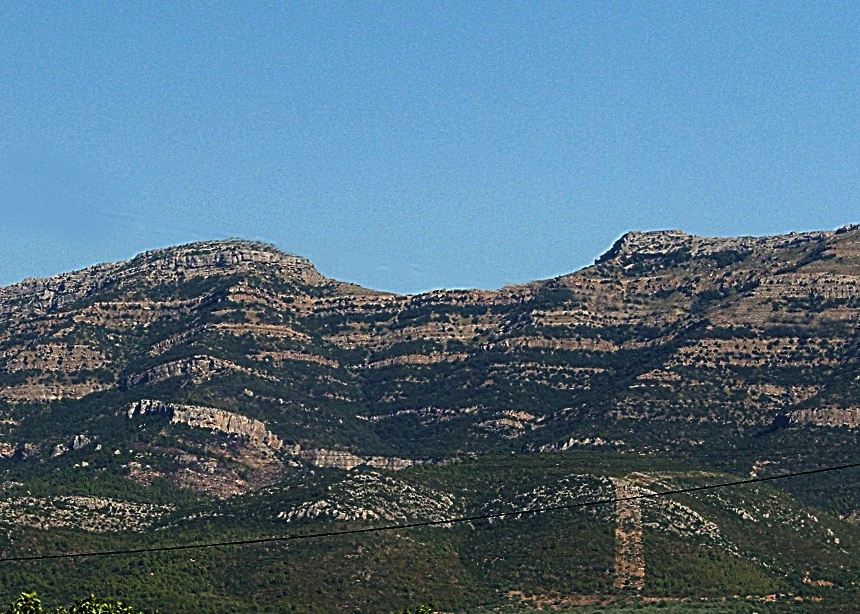
Zum sobre la forma de silla

El origen de la palabra serj vendría de la forma particular de la cresta de la montaña que se acerca de la forma de una silla de montar (en árabe :  سرج ). 
Esta forma de la montaña  ha alimentado muchas leyendas y mitos en torno a la formación de esta singularidad en las poblaciones vecinas del jebel.

## Geografía

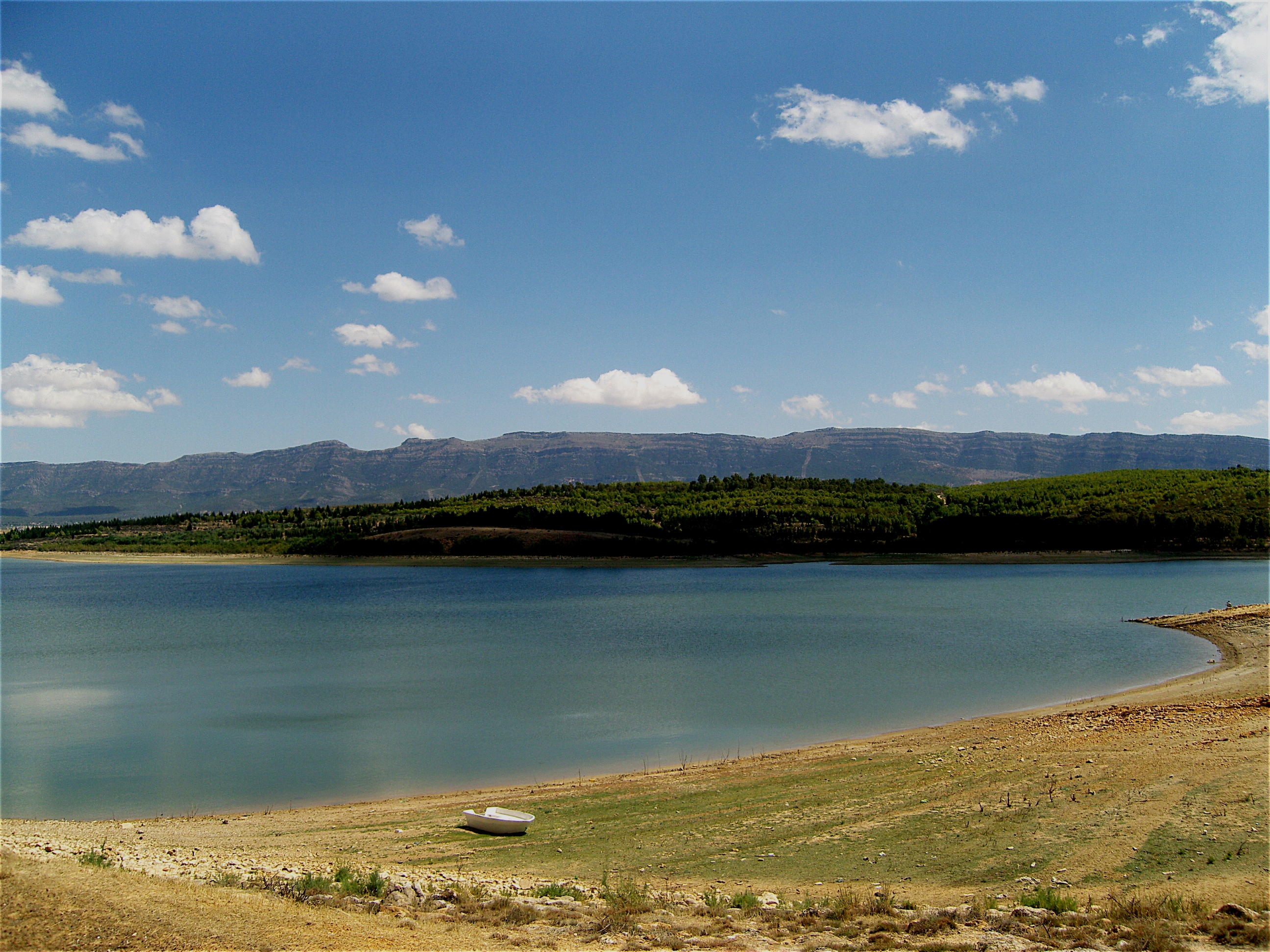
Jebel Serj sobresaliendo sobre el embalse Lakhmess

El jebel Serj está ubicado a veinte kilómetros al sudeste de Siliana y a sesenta kilómetros al noroeste de Cairuán, en medio de la dorsal, a medio camino entre Grombalia y el jebel Tamsmida. Mide aproximadamente cinco kilómetros de anchura y veinte kilómetros de longitud.
Su vertiente septentrional representa el cuenca hidrográfica  donde nacen los principales uadis que alimentan el embalse Lakhmess.

## Historia
En noviembre de 2015, una operación de barrido  tiene lugar en el  jebel Serj en el marco de la lucha antiterrorista, sin llegar a conseguir ningún  arresto. Una operación del mismo género en enero de 2016 condujo  a la muerte de un presunto terrorista.
La montaña se vio afectada  igualmente por varios incendios en julio de 2016 en diferentes zonas.

## Actividades

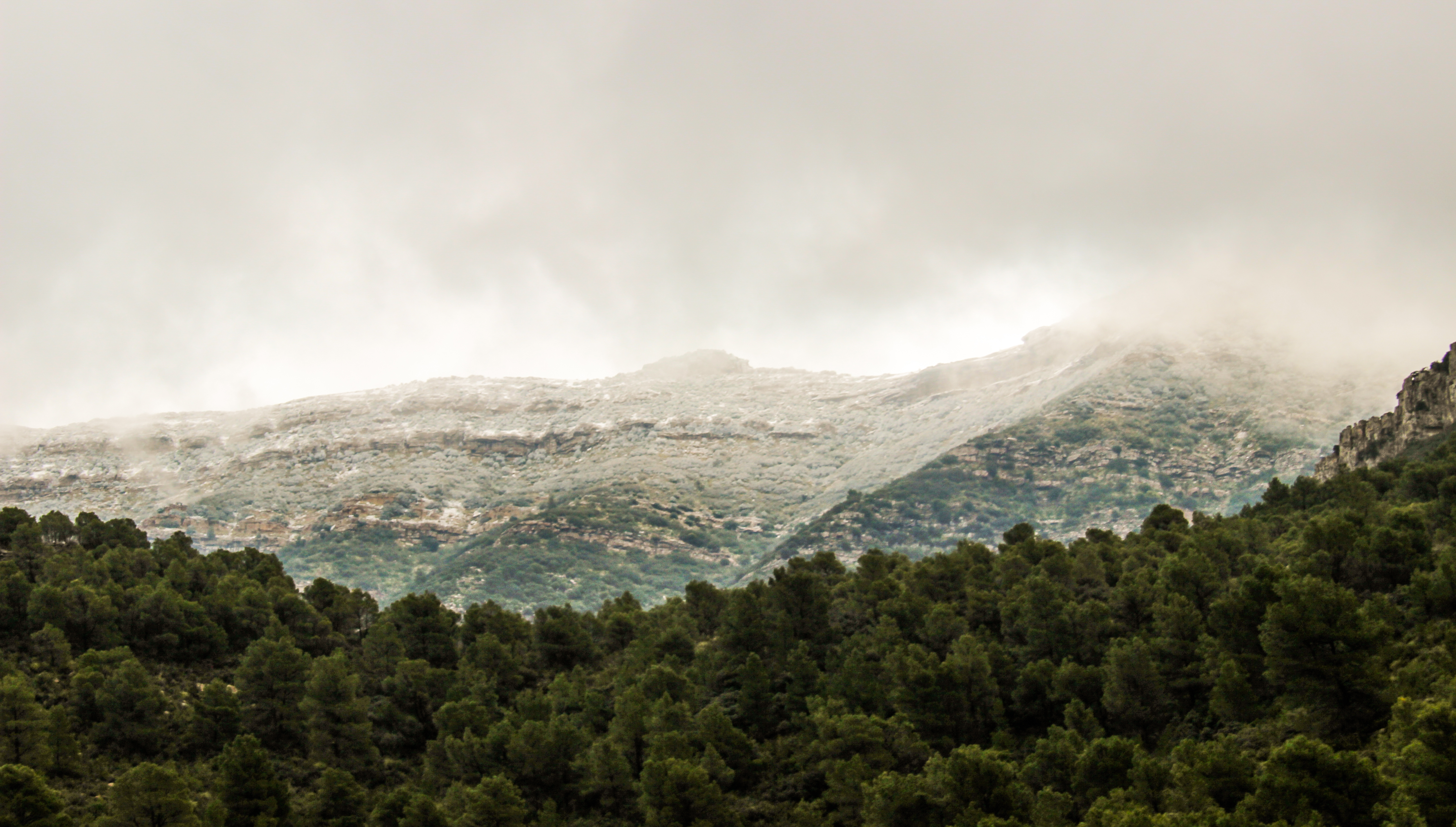
Parque nacional Jebel Serj.

### Espeleología
Esta montaña está considerada como uno de los lugares para practicar  la espeleología en Túnez : 
De hecho, aquí están las cuevas más hermosas observadas hasta la fecha, entre ellas Aïn Dhab y la cueva de la Mina

### Protección medioambiental
La montaña está protegida dentro  del Parque nacional de Jebel Serj según  el decreto del 29 de marzo de 2010. Tiene una superficie de 17,2 km².